# Metamfetamin
Metamfetamin (N-metilamfetamin; u američkom žargonu crystal meth, ice) je sintetička droga iz skupine amfetamina.
Metamfetamin je vrsta psihotropne tvari. Uvršten je u Hrvatskoj na temelju Zakona o suzbijanju zlouporabe droga na Popis droga, psihotropnih tvari i biljaka iz kojih se može dobiti droga te tvari koje se mogu uporabiti za izradu droga, pod Popis droga i biljaka iz kojih se može dobiti droga, pod 2. Popis psihotropnih tvari i biljaka, Odjeljak 2 - Psihotropne tvari sukladno Popisu 2. Konvencije UN-a o psihotropnim tvarima iz 1971. godine. Kemijsko ime je (+)-(S)-N,α-dimetilfenetilamin.

## Djelovanje
Kao i ostali amfetamini, metamfetamin djeluje kao psihostimulans. Jedan je od najpotentnijih afrodizijaka.

Mehanizam djelovanja je analogan kao kod ostalih amfetamina, a temelji se na pojačavanju oslobađanja dopamina i noradrenalina, a u manjoj mjeri i serotonina.
Metamfetamin također kompetitivno inhibira njihovu ponovnu pohranu.

Psihoaktivni učinak metamfetamina je vrlo srodan amfetaminu, s time da je učinak metamfetamina snažniji i dugotrajniji, ali je i znatno veći potencijal za razvoj psihičke ovisnosti.

## Nuspojave i štetni učinci
- gubitak apetita i tjelesne mase
- hiperaktivnost
- raširene zjenice
- znojenje
- suha usta
- glavobolja
- ubrzan rad srca, povišen krvni tlak
- bljedoća i oštećenje kože
- nesanica
- povećan seksualni nagon (ali erektilna disfunkcija kod muškaraca)
- ovisnost
- depresija
- paranoja, anksioznost, agresivnost
- opsesivno i kompulzivno ponašanje
- psihoza

Za razliku od amfetamina, metamfetamin je izravno neurotoksičan, te njegova upotreba može izazvati nepovratna oštećenja na mozgu.

## Primjena
Iako je u Americi registriran kao lijek za ADHD i pretilost (Desoxyn®), ne koristi se kao prva linija liječenja.
S druge strane, metamfetamin je ozloglašen kao teška droga s razornim djelovanjem. Popularan je u Americi, dok je njegova upotreba u Europi znatno manje raširena.
Prodaje se ilegalno u raznim oblicima (tablete, prah, kristali). Koristi se gutanjem, ušmrkavanjem, pušenjem ili intravenski.
Metamfetamin je jeftiniji od drugih ilegalnih droga i od legalno dostupnih supstanci. Suvremenim kemijskim procedurama ova se droga lako sintetizira, što je čini izuzetno društveno opasnim, uzimajući u obzir i rizik za mentalno zdravlje dugotrajnih korisnika.

## Vanjske poveznice
- Informacije o metafmetaminu  Arhivirana inačica izvorne stranice od 14. srpnja 2014. (Wayback Machine)
- NIDA o metafmetaminu  Arhivirana inačica izvorne stranice od 27. listopada 2007. (Wayback Machine)